# 基伊與埃斯托帕歷險記
《基伊與埃斯托帕歷險記》（葡萄牙語：As Aventuras de Gui & Estopa）是由動畫師兼作家瑪莉安娜·卡爾塔比亞諾（Mariana Caltabiano）創作的巴西動畫系列，於2009年至2017年在巴西卡通頻道播放。
劇情圍繞在兩隻狗－基伊（Gui）與埃斯托帕（Estopa）上，為一部喜劇動畫。該系列通過惡搞諷刺了幾部流行文化卡通片，包括卡通網絡原創節目。
第二季於2010年全部放出。第三季的26集於2011年11月13日全部放出。第四季於2015年9月7日在卡通頻道全部放出。第五季於2021年4月在迴旋鏢全部放出。

## 角色

### 主要角色
這些角色最初是在1996年為一個名為Iguinho的兒童網站創建。
- 伊吉尼奧/基伊（Iguinho/Gui，配音：瑪莉安娜·卡爾塔比亞諾）– 主角。非常酷的狗，外型類似於西高地白㹴[7]。他的全名是吉列爾梅·伊吉尼奧·儒尼奧爾·达·席尔瓦（Guilherme Iguinho Júnior da Silva）。他还有时戴着一顶红色帽子。
- 埃斯托帕（Estopa，配音：爱德华多·雅丁）– 基伊最好的朋友。一隻只會在食物上思考的肥狗。他脚和手上的通常戴着運動鞋。
- 克羅基特·西班牙獵（Cróquete Spaniel，配音：瑪莉安娜·卡爾塔比亞諾）– 基伊的女朋友。她是一隻迷人的可卡犬。她戴着一面带有心臟标签的一个黃色項圈和二个黃色蝴蝶结。
- 皮蒂布羅（Pitiburro，配音：爱德华多·雅丁）– 基伊的主要敵人。一隻傲慢而粗魯的鬥牛犬。他戴着带有刺的一个褐色項圈和带有綠色毛皮的一顶粉紅色寬沿帽。
- 菲菲韋利尼亞（Fifivelinha，配音：瑪莉安娜·卡爾塔比亞諾）– 一個带有紫色毛髮的女孩。她有淺膚色和黑色雀斑。她戴着橙色靴，一條藍色褲和一件紫色大衣。
- 里巴尔多“里巴”（Ribaldo "Riba"，配音：阿里·卡多佐）– 一隻灰色鼠。他戴着一條带有黃色鈕扣的一个藍色牛仔褲。

### 次要角色
- 伊吉爾達女士（Dona Iguilda，配音：瑪莉安娜·卡爾塔比亞諾）– 基伊的媽媽。她显然是个寡妇。她戴着紫色鞋，一件黑色连衣裙，一件粉红色襯衫和一个红色冠状冕。
- 羅基特·西班牙獵（Róquete Spaniel，配音：瑪莉安娜·卡爾塔比亞諾）– 一隻法國米色雌性西班牙獵犬（英语：spaniel），是克羅基特傲慢的表親。她戴着白色靴，一條白色裙，一件紫色大衣和一个紫色貝雷帽。
- 賈拉拉卡老師（Professora Jararaca，配音：里卡多·艾達爾）– 一條綠色雌性蛇。她戴着眼鏡和一个黃色耳飾。
- 皮蒂貝拉（Pitibela）– 皮蒂布羅的女朋友。她戴着一件粉红色连衣裙，一件綠色襯衫和一條綠色蝴蝶結。
- 皮特巴林哈（Pitbalinha）– 皮蒂布羅的弟弟。他戴着橙色襯衫和带有綠色毛皮的一顶粉紅色寬沿帽。
- 傑米尼奧（Jaiminho，配音：爱德华多·雅丁）– 一頭雄性豬。
- Nerdson（配音：爱德华多·雅丁）– 基伊的鄰居。他戴着一條褐色褲和一件藍色襯衫。
- 老大哥（Irmãozão）– 一隻大和强壮米色雄性狗。他戴着橙色鞋，一條褐色短褲和一件綠色襯衫。
- 賈斯汀·比貝洛（Justin Bibelô）– 一隻黃色雄性鳥。他戴着青色鞋，一條藍色牛仔裤，一件黑色外衣，一件白色襯衫，右臂上的一个红色手表和一頂藍色帽子。
- 利維婭（Lívia，配音：瑪莉安娜·卡爾塔比亞諾）– 一隻沙色雌性狗。
- Birdy – 一隻紅色雄性鳥。
- 奧斯卡·通醫生（Dr. Oscar Toon）– 一名醫生。他戴着沙色鞋，带有四個灰色鈕扣的一個實驗服和紅色眼鏡。
- 傑克·佩·德柯瑞（Jack Pé D'Curry，配音：爱德华多·雅丁）– 一隻法國粉紅色雄性狗。他戴着灰色鞋，一條黑色褲，一个藍綠色围裙，一条带有领带的一条藍色襯衫和橙色眼鏡。
- Bisa – 基伊的曾祖母。她戴着紫色鞋，一件粉紅色连衣裙，黑色眼鏡和二个金色耳飾。
- 拉斐爾·查卡爾（Rafael Chacal）– 一名西班牙網球運動員，是拉斐爾·納達爾的戲仿。
- 格拉利亞女士（Dona Gralha，配音：爱德华多·雅丁）– 一隻雄性青蓝鸦。

## 外部連結
- 官方网站（巴西葡萄牙文）
- 互联网电影数据库（IMDb）上《基伊與埃斯托帕歷險記》的资料（英文）
- TheTVDB上的基伊與埃斯托帕歷險記
- 基伊與埃斯托帕歷險記的Facebook專頁
- 基伊與埃斯托帕歷險記的Instagram帳戶
- YouTube上的基伊與埃斯托帕歷險記頻道